# Comuna Hrašćina, Krapina-Zagorje
Hrašćina este o comună în cantonul Krapina-Zagorje, Croația, având o populație de 1.617 locuitori (2011).

## Demografie
Componența etnică a comunei Hrašćina
     Croați (99,26%)
     Necunoscut (0,06%)
     Neclasificat (0,37%)
Componența confesională a comunei Hrašćina
     Catolici (97,96%)
     Necunoscută (1,24%)
     Alte religii (0,8%)
Conform recensământului din 2011, comuna Hrašćina avea 1.617 locuitori. Din punct de vedere etnic, majoritatea locuitorilor (99,26%) erau croați. Apartenența etnică nu este cunoscută în cazul a 0,06% din locuitori. Din punct de vedere confesional, majoritatea locuitorilor (97,96%) erau catolici. Pentru 1,24% din locuitori nu este cunoscută apartenența confesională.